# 貓頭鷹與小飛象
《貓頭鷹與小飛象》是1984年洪金寶执导的一部电影，由洪金寶和林子祥主演。電影主題曲〈誰能明白我〉至今仍是街知巷聞的勵志金曲。此片亦為楊紫瓊首部參演的電影。

## 劇情簡介
綽號小飛象的陳初一（洪金寶 飾），身手矯捷，卻衝動魯莽，與綽號貓頭鷹，頭腦精明的黃人富（林子祥 飾），皆非循正途謀生，小飛象行劫一財務公司，在1981年掠得大批現款後，決定洗手不幹。歐根表面上乃地產界知名鉅子，實則暗中進行種種不法勾當並得警司呂SIR（張景坡 飾）暗中庇護。貓頭鷹以周詳巧妙的計劃騙得歐根之巨額贓款，之後亦決定收山。另一方面，呂SIR的同僚鍾SIR（馮淬帆 飾）極欲搜集歐根的犯罪證據，但因為呂SIR，盛怒之下脫離警界。事隔三年（1984年），小飛象已轉行開設了一所健身中心，並兼任教練，而貓頭鷹則過著富裕恬逸的生活。一日，兩人分別收到一封神秘信，信中表示對兩人收山前幹的勾當一清二楚，並迫使兩人完成兩項任務，否則便揭穿他們的底細。
首項任務就是到青年中心做輔導員。第二項任務，就是去競投一幅面積不大的官地，將該塊地皮的價格盡量提高。這塊官地，原來是歐根擁有的一個區域中碩果僅存的一小幅面積；對他那龐大的犯罪計劃有著關鍵性的影響。小飛象無意中發現中心一個又聾又啞的雜工鍾叔，乃是一直想消滅歐根，可惜苦無證據之退役探員鍾SIR，他暗中策劃貓頭鷹與小飛象的行動，亦無非是要利用他們，迫使歐根現出原形，並趁機一網打盡……

## 角色
- 洪金寶 飾 陳初一（小飛象）
- 林子祥 飾 黃人富（貓頭鷹）
- 葉德嫻 飾 Joyce Leung
- 馮淬帆 飾 鍾SIR
- 楊紫瓊 飾 Miss Yeung
- 馬斯晨 飾 Bonnie Leung
- 陳欣健 飾 警察
- 張景坡 飾 呂SIR
- 黃斌 飾 陳志明（雞仔明）
- 田俊
- 太保
- 狄威
- 午馬
- 馮敬文
- 葉榮祖
- 曹查理
- 錢嘉樂
- 邵傳勇

## 獎項
| 頒獎典禮            | 獎項         | 名單                                           | 結果 |
| ------------------- | ------------ | ---------------------------------------------- | ---- |
| 第5屆香港電影金像獎 | 最佳電影歌曲 | 〈誰能明白我〉 作曲、主唱：林子祥 填詞：鄭國江 | 提名 |

## 外部連結
- 香港影庫上《貓頭鷹與小飛象》的資料（繁體中文）
- 開眼電影網上《貓頭鷹與小飛象》的資料（繁體中文）
- 豆瓣电影上《貓頭鷹與小飛象》的資料 （简体中文）
- 时光网上《貓頭鷹與小飛象》的資料（简体中文）
- AllMovie上《貓頭鷹與小飛象》的资料（英文）
- 爛番茄上《貓頭鷹與小飛象》的資料（英文）
- 互联网电影数据库（IMDb）上《貓頭鷹與小飛象》的资料（英文）